# Marineschule Mürwik
Marineschule Mürwik (červený zámek) je námořnická škola německého námořnictva (Deutsche Marine), která byla založena roku 1907. Studuje zde zhruba 300 budoucích důstojníků.
Nachází se v městské části Mürwik severoněmeckého města Flensburg. Cvičný bark Gorch Fock je pod vedením Marineschule Mürwik.

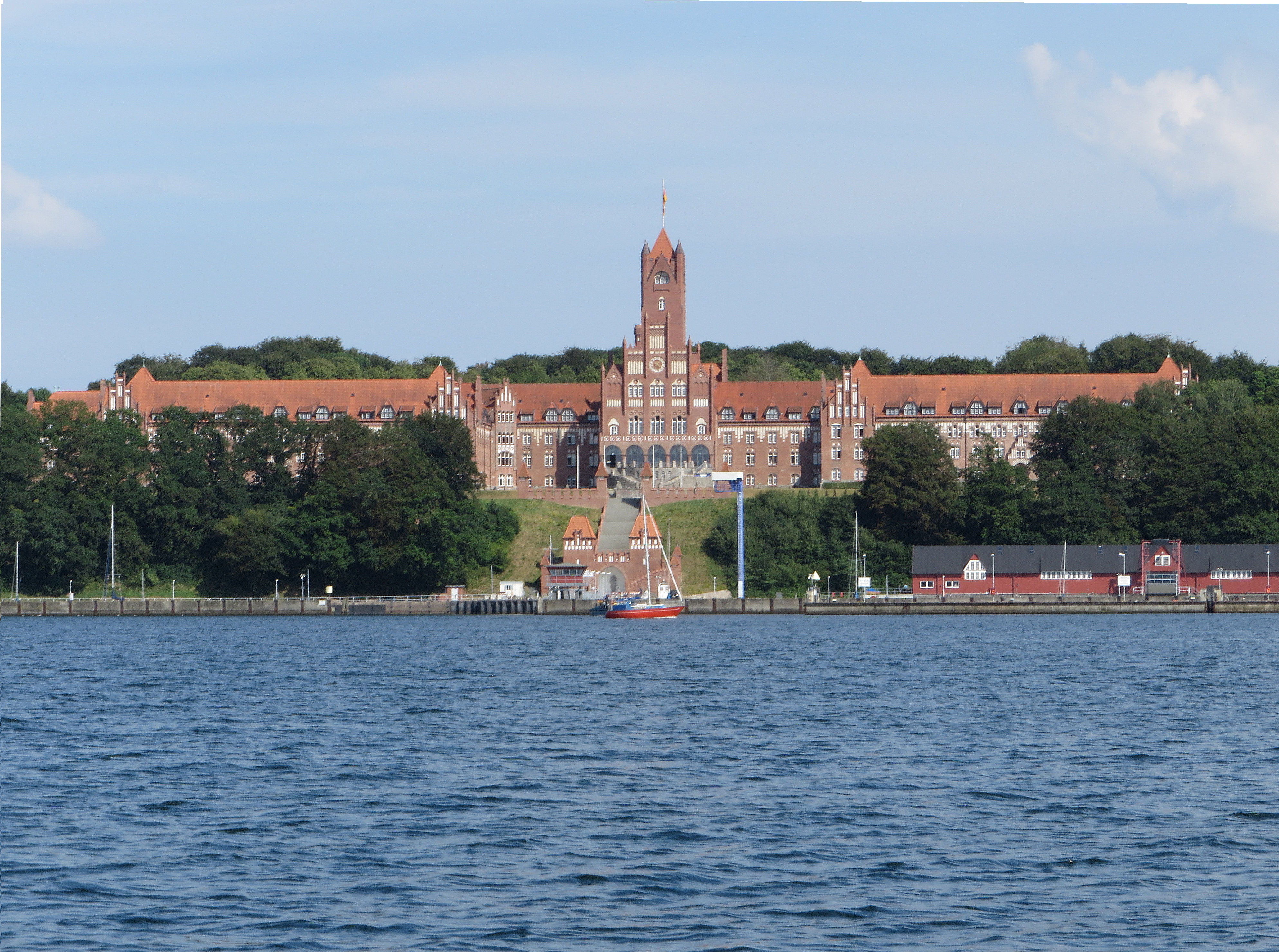
Marineschule Mürwik (2014)